# Paolo Marella

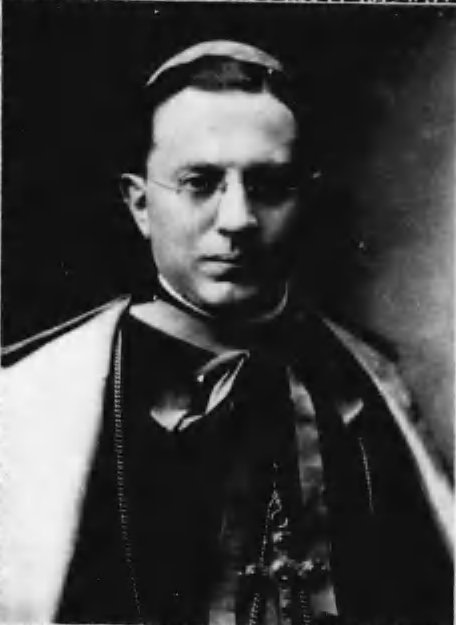
Paolo Marella als Erzbischof um 1942

Paolo Kardinal Marella (* 25. Januar 1895 in Rom, Italien; † 15. Oktober 1984 ebenda) war ein italienischer Geistlicher, Diplomat des Heiligen Stuhls und später Kurienkardinal der römisch-katholischen Kirche.

## Leben
Paolo Marella studierte in Rom die Fächer Philosophie und Katholische Theologie und empfing am  23. Februar 1918 durch Kardinalvikar Basilio Pompili das Sakrament der Priesterweihe. Nach weiterführenden Studien und Tätigkeiten als Seelsorger in Rom trat er 1922 in die Dienste der Kongregation De Propaganda Fide ein. In den Jahren 1924 bis 1933 gehörte er zunächst als Auditor, später als Chargé d’affaires dem Mitarbeiterstab der Apostolischen Delegation in den USA an. Am 5. April 1933 wurde ihm der Titel Hausprälat Seiner Heiligkeit verliehen.
Papst Pius XI. ernannte ihn am 15. September 1933 zum Titularerzbischof von Doclea und zum Apostolischen Delegaten in Japan. Die Bischofsweihe spendete ihm der Präfekt der Kongregation für die Ausbreitung des Glaubens, Pietro Kardinal Fumasoni Biondi, Mitkonsekratoren waren Carlo Salotti, Sekretär der Kongregation für die Ausbreitung des Glaubens, und Kurienerzbischof Domenico Spolverini. Die Aufgabe des Apostolischen Delegaten versah Paolo Marella von 1948 bis 1953 ebenso in Australien, Neuseeland und Ozeanien. 1953 ernannte ihn Papst Pius XII. zum Apostolischen Nuntius in Frankreich.
Papst Johannes XXIII. nahm Paolo Marella 14. Dezember 1959 als Kardinalpriester mit der Titelkirche Sant’Andrea delle Fratte in das Kardinalskollegium auf. Er nahm in den Jahren 1962 bis 1965 am Zweiten Vatikanischen Konzil teil und vertrat den Papst in den folgenden Jahren bei mehreren Feierlichkeiten als päpstlicher Legat. Von 1964 bis 1973 war er Präsident des Päpstlichen Rates für die Nicht-Christen. Am 15. März 1972 ernannte ihn Paul VI. zum Kardinalbischof von Porto und Santa Rufina. Von 1977 bis zu seinem Tod war er Kardinalsubdekan. Bereits 1961 war er zum Präfekten der Vatikanischen Basilika ernannt worden und nach Umgestaltung und Umbenennung dieses Amtes durch Paul VI. wurde Marella 1967 zum Präsidenten der Dombauhütte von Sankt Peter berufen. Dieses Amt legte er am 8. Februar 1983 im Alter von 88 Jahren nieder.
Paolo Marella starb am 15. Oktober 1984 in Rom und wurde auf dem Friedhof Campo Verano beigesetzt.

## Ehrungen
- 1963: Großkreuz des Verdienstordens der Italienischen Republik